# Ідеомоторний акт
Ідеомото́рний акт (від дав.-гр. ἰδέα — ідея, образ, лат. motor — що приводить в рух і actus — дія) — мимовільні, частіше слабкі м'язові рухи, що виникають у людини в результаті уяви про цей чи інший рух.
На принципі розшифрування ідеомоторних актів ґрунтується ефект «читання думок», коли завдяки надзвичайно тонкій чутливості деякі люди здатні, перебуваючи в контакті з іншою людиною, сприймати слабкі сигнали її ідеомоторних актів і «вгадувати», який предмет та в кого з присутніх сховав реципієнт.
Ідеомоторними актами як засобами ідеального моделювання дій, які належить виконати, широко користуються спортсмени, танцюристи та інші. Тренери рекомендують своїм вихованцям перед виконанням вправи виконати її подумки, уявивши її від початку до кінця. Таке «програмування» поліпшує результати її реального виконання.